# Nagadeba curvilineata
Nagadeba curvilineata là một loài bướm đêm trong họ Noctuidae.